# Siamo nati liberi
Siamo nati liberi è il primo album del cantante italiano Massimo Di Cataldo, pubblicato nel 1995 dalla Epic.

## Descrizione
Realizzato nel Forum Music Village di Roma, l'album venne pubblicato contemporaneamente in 35 paesi del mondo, e in Spagna e Sud America uscì in una versione in lingua spagnola. Al suo interno sono contenuti i brani Soli, presentato a Sanremo Giovani 1994, e Che sarà di me, con cui il cantautore partecipò al Festival di Sanremo 1995, arrivando 2º nella sezione Nuove proposte. L'album, che vanta collaborazioni con Eros Ramazzotti, Renato Zero ed Enrico Ruggeri, ha conquistato il disco di platino grazie alle oltre 100 000 copie vendute.

## Tracce
Siamo nati liberi
1. Liberi come il sole – 3:57
2. Lo senti amore – 4:05
3. Soli – 4:50
4. Sogno – 5:02
5. Un amico vero – 4:05
6. Che sarà di me – 4:10
7. Ama gli altri – 5:01
8. Fine corsa[2] – 4:30
9. Una ragione di più[3] – 4:40
10. Qualcosa cambierà – 4:52
11. Se non avessi te – 4:42
12. M'innamorerò – 1:33

Libres como el viento
1. Libres como el viento
2. Destinado a ti
3. Soli
4. Siempre de la mano
5. Un amico vero
6. Que sera de mi
7. Ama gli altri
8. Fine corsa[2]
9. Una razon natural
10. Qualcosa cambierà
11. Si no te tengo a ti
12. M'innamorerò
13. Una ragione di più[3]

## Formazione
- Massimo Di Cataldo – voce, chitarra, cori
- Phil Palmer – chitarra
- Paolo Costa – basso
- Lele Melotti – batteria
- Paul Bliss – tastiera, programmazione
- Maurizio Mariani – basso
- Derek Wilson – batteria
- Mario Schilirò – chitarra
- Romano Musumarra – tastiera
- Franco Ventura – chitarra
- Roberto Lanzo – programmazione
- Eros Ramazzotti, Vladi Tosetto, Douglas Meakin, Marco D'Angelo, Giulietta Zanardi, Marilù Monreale, Claudia Arvati, Bruno Laurenti – cori

## Classifiche
| Classifica (1995) | Posizione massima |
| ----------------- | ----------------- |
| Italia            | 12                |